# Istočna Azija
Istočna Azija je subregija Azije koja se može definirati ili u geografskim ili u kulturnim terminima. U geografskom smislu pokriva oko 6,640.000 km² ili 15% azijskog kontinenta. U kulturnom smislu obuhvaća društva koja pripadaju kineskoj kulturnoj sferi, pokazujući snažni povijesni utjecaj klasičnog kineskog jezika (uključujući tradicionalno pismo), konfucijanizma i neokonfucijanizma, mahayana budizma i daoizma. Ova kombinacija jezika, političke filozofije i religije preklapa se s geografskim određenjem Istočne Azije.
Istočna Azija je suvremeni termin za tradicionalni europski naziv Daleki istok, koji opisuje geografski položaj regije u odnosu na Europu radije nego svoj položaj unutar Azije.
Sljedeće zemlje su smještene u geografskoj Istočnoj Aziji:
- Narodna Republika Kina (uključujući Hong Kong i Macau)
- Republika Kina (Tajvan) (vidi politički status Tajvana)
- Demokratska Republika Koreja (Sjeverna Koreja)
- Republika Koreja (Južna Koreja)
- Japan
- Mongolija

Sljedeće narode ili društva obuhvaća kulturna Istočna Azija:
- Kinesko društvo (koje bi također uključivalo raspršene kineske regije Hong Kong, Tajvan, Macau, te Singapur zbog svoje velike kineske populacije)
- Japansko društvo
- Korejsko društvo
- Mongolsko društvo
- Vijetnamsko društvo

Sljedeće zemlje ili regije ponekad se smatraju dijelom Istočne Azije. Glavni razlog neslaganja o tom pitanju jest razlika između kulturne i geografske definicije "Istočne Azije". Politička perspektiva je također važan čimbenik.
- Dijelovi Kine koji povijesno nisu han kineski: Xinjiang, Qinghai, Tibet (ili Istočna ili Srednja Azija)
- Ruski Daleki istok (ili Istočna ili Sjeverna Azija)
- Vijetnam (ili Istočna ili Jugoistočna Azija)

Više od 1,5 milijardi ljudi, tj. oko 40% stanovništva Azije ili četvrtina svih ljudi na svijetu živi u geografskoj Istočnoj Aziji. Ova je regija jedna od najnapučenijih mjesta na svijetu. Gustoća stanovništva u Istočnoj Aziji iznosi 230 st./km², što je pet puta više od svjetskog prosjeka.

## Ostale subregije Azije
- Jugoistočna Azija
- Južna Azija (Indijski potkontinent)
- Srednja Azija
- Jugozapadna Azija ili zapadna Azija (jedna definicija Bliskog istoka istoznačna je s Jugozapadnom Azijom)
- Sjeverna Azija (Sibir)
- Sjeverna Euroazija (prostire se na Europu)
- Srednja Euroazija (prostire se na Europu)

## Poveznice
- Povijest Istočne Azije
- Istočnoazijski jezik
- Asian Network of Major Cities 21
- Eastasia, jedna od triju supersila u Orwellovom romanu 1984.
- Istočnoazijski tigrovi, prikladna oznaka za nedavnu ekonomsku povijest regije.

## Vanjske poveznice
Sestrinski projekti
|  | Zajednički poslužitelj ima još gradiva o temi Istočna Azija |